# Jordi Grau (baloncestista)
Jordi Grau Soler, (nacido el 27 de mayo de 1968 en  Barcelona, Cataluña) es un exjugador de baloncesto español. Con 1.91 de estatura, su posición habitual era la de escolta.

## Trayectoria
- 1984-1985 Licor 43 Junior.
- 1985-1986 Licor 43 Santa Coloma
- 1986-1987 Caja Ronda
- 1987-1993 Caja Ronda
- 1993-1994 CB Murcia
- 1994-1995 Saski Baskonia
- 1994-1995 Baloncesto Murgi El Ejido
- 1995-1996 C.B. Marbella
- 1995-1997 CB Sevilla
- 1996-1997 Peñas Huesca
- 1997-1998 SV Tally Oberelchingen
- 1997-2000 Baloncesto Murgi El Ejido
- 2000-2002 Playa Hoteles Roquetas